# Faux Néron

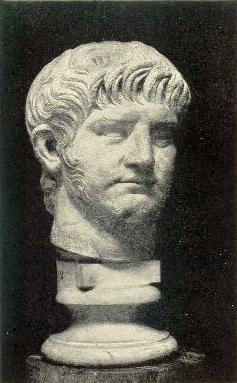
Statue de Néron

Après le suicide de Néron en juin de l'an 68, plusieurs faux Néron sont apparus entre l'automne 69 et le règne de l'empereur Domitien. La plupart des chercheurs postulent qu'ils ont été au nombre de deux ou trois.
Ils seraient le résultat de (ou auraient causé) le mythe du Nero Redivivus (en),,. La croyance a pu être entretenue par les circonstances inhabituelles de la mort de l'empereur, qui, contrairement aux autres empereurs julio-claudiens, n'a pas été inhumé dans le mausolée d'Auguste.

## Premier imposteur
Le premier faux Néron est apparu à l'automne 68 ou au début de l'hiver 69 dans la province romaine d'Achaïe (aujourd'hui la Grèce). La visite par Néron de cette contrée en 66–67 dans le cadre des Jeux panhelléniques a peut-être eu une influence sur l'appui qu'il a obtenu. Tacite attribue le phénomène à la nature crédule et rétive des Grecs. Toujours selon Tacite, l'imposteur était soit un esclave de Pontus, soit un homme libre d'Italie. L'historien ne donne pas beaucoup de détails sur les débuts de l'imposteur. Il raconte que le faux Néron a réuni un groupe de déserteurs et qu'il a pris la mer. Le groupe a rencontré une tempête et s'est échoué sur Kythnos, une petite île des Cyclades. À cet endroit, il aurait commis des actes de piraterie, attaquant des marchands, volant leur marchandises et armant leur esclaves. Le faux Néron a également fait courir le bruit qu'il voulait recruter des soldats romains pour se rendre en Italie.
Le successeur de Néron, Galba, a probablement donné pour tâche à Calpurnius Asprenas de le débarrasser de l'imposteur alors qu'il partait pour gouverner les provinces de Galatie et Pamphylie,. L'imposteur tué, Asprenas fit faire le tour de l'Asie à sa tête avant de la rapatrier à Rome.

## Deuxième imposteur
Le deuxième faux Néron est apparu lors du règne de Titus. Asiatique du nom de Terentius Maximus, il obtient plusieurs supporteurs de l'Euphrate à Parthie, où il s'enfuit et tente d'obtenir du soutien. Le roi Artaban III, en froid avec Titus, reçoit l'imposteur et prépare son voyage vers Rome. Il a été exécuté lorsque sa vraie identité a été dévoilée.

## Troisième imposteur
Le troisième faux Néron est apparu en 88, 20 ans après la mort de Néron, lors du règne de Domitien. Soutenu par les Parthes, ils ont défendu ce dernier au point de presque entrer en guerre.